# Garko (Nigeria)
Garko è una città della Repubblica Federale della Nigeria appartenente allo Stato di Kano. È il capoluogo dell'omonima area a governo locale (local government area) che si estende su una superficie di 450 km² e conta una popolazione di 162.500 abitanti.